# Wilhelm Dieckmann (Politiker, 1863)
Wilhelm Dieckmann (* 6. März 1863 in Drübeck; † 9. Juni 1933 in Butterholz, Uckermark) war ein deutscher Landwirt und Politiker (NSDAP).

## Leben und Wirken
Er war der Sohn des Amtmanns August Julius Albert Ferdinand Dieckmann und besuchte Realgymnasien in Halberstadt und Goslar. Anschließend wurde er auf mehreren Gütern in Sachsen zum Landwirt ausgebildet. Im Anschluss daran besuchte er Hochschulen in Berlin und Halle. Danach gehörte er dem 5. Thüringischen Infanterieregiment Nr. 94 an.
Am 1. Juli 1890 übernahm Dieckmann das Gut (Domäne) Altenrode im Kreis Wernigerode am Harz. 1909 begann er mit der Bewirtschaftung seines eigenen Landgutes, des Gutes Butterholz im Kreis Prenzlau. Von 1919 bis 1924 war Dieckmann Stadtverordneter in Brüssow, danach Mitglied des Magistrats bis 1929. Im Frühjahr 1929 wurde er zudem Kreistagsabgeordneter.
Zum 1. Mai 1928 trat Dieckmann der NSDAP bei (Mitgliedsnummer 85.970). Für diese wurde er bei der Reichstagswahl vom Juli 1932 in den siebten Reichstag der Weimarer Republik gewählt, in dem er bis zur Wahl vom November desselben Jahres den Wahlkreis 4 (Potsdam I) vertrat.